# Lauhirasse (Saison)
Der Lauhirasse ist ein kleiner Fluss in Frankreich, der im Département Pyrénées-Atlantiques in der Region Nouvelle-Aquitaine verläuft. Er entspringt im Gemeindegebiet von Lohitzun-Oyhercq, entwässert generell in nördlicher Richtung durch das französische Baskenland und mündet nach rund 15 Kilometern im Gemeindegebiet von Osserain-Rivareyte als linker Nebenfluss in den Saison.

## Orte am Fluss
(Reihenfolge in Fließrichtung)
- Zabaleta, Gemeinde Lohitzun-Oyhercq
- Ithorots-Olhaïby, Gemeinde Aroue-Ithorots-Olhaïby
- Domezain-Berraute
- Osserain, Gemeinde Osserain-Rivareyte